# Dicranomyia subsordida
Dicranomyia subsordida là một loài ruồi trong họ Limoniidae. Chúng phân bố ở miền Australasia.